# Alexander Wertmann
Alexander Wertmann (* 1997 in Schwerin) ist ein deutscher Schauspieler, der für Film, Fernsehen und das Theater arbeitet.

## Leben
Alexander Wertmann wurde 1997 in Schwerin als Sohn jüdisch-russischer Einwanderer geboren. Erste Theatererfahrungen sammelte er in der Kinder- und Jugendtheatergruppe „Lo-Minor“ in München, wo er ab 2010 regelmäßig auf der Bühne stand. Über mehrere Jahre hinweg war Wertmann zudem Mitglied der Gärtnerplatz-Jugend und des Jungen Resi des Münchner Residenztheaters. Von 2017 bis 2021 besuchte er die Hochschule für Schauspielkunst „Ernst Busch“ Berlin.
In der Fernsehreihe Stralsund war er in der Folge Blutlinien, die im Mai 2020 erstmals gezeigt wurde, in der Rolle des jungen Henrik Brandt zu sehen. Seine erste Hauptrolle in einem Film erhielt Wertmann in Masel Tov Cocktail von Arkadij Khaet und Mickey Paatzsch, der im Januar 2020 beim Filmfestival Max Ophüls Preis seine Premiere feierte. Er spielt darin den jüdischen Gymnasiasten Dimitrij Liebermann, der seinem Mitschüler Tobi die Nase bricht und sich hierfür entschuldigen soll.

## Filmografie
- 2020: Stralsund: Blutlinien (Fernsehreihe)
- 2020: Masel Tov Cocktail
- 2020: Spit (Kurzfilm)
- 2020: Give Me Up – Wie einen Fisch auf dem Trockenen
- 2021: Spit (Kurzfilm)
- 2022: SOKO Leipzig: Mutprobe (Fernsehserie)
- 2022: Wir könnten genauso gut tot sein

## Theaterengagements
- 2014–18: Die Zirkusprinzessin, Rolle: Maxl, Piccolo, Regie: Josef E. Köpplinger, Staatstheater am Gärtnerplatz München
- 2016–17:  Wir sind jung. Wir sind stark, Rolle: Minh, Regie: Anja Sczilinski, Residenztheater[2]

## Auszeichnungen
- 2020: Nominierung als Bester Schauspielnachwuchs beim Filmfestival Max Ophüls Preis für Masel Tov Cocktail[5]

- 2020: Auszeichnung als Bester Hauptdarsteller beim La Cabina – Festival Internacional de Mediometrajes für Masel Tov Cocktail[6]

- 2020: Auszeichnung als Bester Schauspieler beim Rhode Island International Film Festival für Masel Tov Cocktail[7]

- 2020: O.-E.-Hasse-Preis